# Road Games (film, 2016)
Pour les articles homonymes, voir Road Games.
Pour plus de détails, voir Fiche technique et Distribution.
Road Games est un thriller franco-britannique écrit et réalisé par Abner Pastoll, sorti en 2016.

## Synopsis
Jack, un jeune Anglais, conduit sur les routes de Normandie pour rejoindre Calais. Il est accompagné par une Française, Véronique. Alors qu'un tueur en série errerait dans le coin, ils font la connaissance d'un couple marié qui leur paraît vite étrange...

## Fiche technique
- Titre original et français : Road Games
- Réalisation, scénario et montage : Abner Pastoll
- Musique : Daniel Elms
- Production : Junyoung Jang
- Société de production : IFC Films
- Pays d'origine :  France,  Royaume-Uni
- Format : couleur
- Genre : thriller
- Durée : 95 minutes
- Dates de sortie :
  -  États-Unis : 4 mars 2016
  -  Royaume-Uni : 26 août 2016
  -  France : 25 octobre 2017 (DVD)

## Distribution
- Andrew Simpson : Jack
- Joséphine de La Baume : Véronique
- Frédéric Pierrot : Grizard
- Barbara Crampton : Mary
- Féodor Atkine : Delacroix
- Pierre Boulanger : Thierry